# Курсор (информатика)
Вижте пояснителната страница за други значения на Курсор.
В компютърните потребителски интерфейси, курсор (на английски: cursor) е индикатор, който показва на монитора текущото местоположение на свързаното с компютъра посочващо устройство или мястото, където се очаква текстов вход от потребителя. Мигащият курсор на мястото, където ще се появи текстът, може да се нарича „каретка“. Курсорът на мишката още се нарича и пойнтър (на английски: pointer, от point, „посочвам“). Думата „курсор“ идва от латинското cursor, което означава „бегач“.

## Текстов курсор
В повечето интерфейси с команден ред или текстови редактори, текстовият курсор представлява долна подчертавка, плътно запълнено правоъгълниче или вертикална чертица, което може да мига или не, и указва къде следва да бъде въведен текст от потребителя. На дисплеи с текстов режим не може да се ползва вертикалната чертица между символите, затова се ползва долната подчертавка или плътното правоъгълниче. Когато се използва правоъгълничето, обикновено то мига, като инвертира пикселите на символа, върху който стои курсорът (с булевата функция „изключващо или“). В текстовите редактори и текстообработващите програми със съвременен дизайн, типично се използва вертикалната чертица.
В типично приложение за текстообработка, курсорът може да се мести с натискане на различни бутони, включително четирите стрелки, бутона Page Up и Page Down, бутоните Home и End, както и различни комбинации от бутони, включващи модификатора Control. Положението на курсора може да се променя и с преместване на мишката на друго място в документа и щракване.
Мигането на текстовия курсор обикновено временно спира, докато той бива придвижван, тъй като в противен случай курсорът може да си премести мястото, докато е невидим, което прави трудно за следене местоположението му.
Някои интерфейси използват за курсор долна подчертавка или вертикална чертица, за да укаже на потребителя, че е в режим на въвеждане на вход (insert), при който текстът ще бъде въведен между два блока съществуващ текст, а плътно правоъгълниче, когато потребителят е в режим на замяна на текст (overtype), при който съответният брой знаци въведен потребителски вход заменя същия брой знаци от съществуващия текст.

## Курсор на посочващо устройство
Пойнтърът на курсора повтаря движенията на посочващото устройство, обикновено мишка, тъчпад или тракбол. При настолните компютри, преобладаващият тип посочващо устройство е мишката. Пойнтърът се използва, за да управляват елементите от графичния потребителски интерфейс като менюта, бутони, скролбарове и други.

## 3D курсор
Идеята за курсора като показател или място за въвеждане на нови данни може да се разшири до 3D моделираща среда. Примерно софтуерното приложение Blender използва 3D курсор, за да се определи мястото на следващите потребителски действия, като ротации на образа.